# یواس‌اس الیثرو ۲ (اس‌پی-۱۵)
یواس‌اس الیثرو ۲ (اس‌پی-۱۵) (به انگلیسی: USS Elithro II (SP-15)) یک کشتی بود که طول آن ۵۵ فوت (۱۷ متر) بود. این کشتی در سال ۱۹۱۶ ساخته شد.